# Zentrygon albifacies
La paloma perdiz cariblanca, paloma-perdiz carablanca, paloma perdiz de cara blanca, paloma-perdiz cara blanca, paloma cara blanca o paloma codorniz cariblanca  (Zentrygon albifacies) es una especie de ave columbiforme de la familia Columbidae propia de América Central. Es nativa de El Salvador, Guatemala, Honduras, México y Nicaragua. Su hábitat son los bosques húmedos tropicales. No tiene subespecies reconocidas.